# بلير (أوكلاهوما)
بلير (بالإنجليزية: Blair town, Oklahoma)‏ هي بلدة تقع بولاية أوكلاهوما في الولايات المتحدة. تبلغ مساحتها 1.20 كم2، وترتفع عن سطح البحر 446 م، بلغ عدد سكانها 818 نسمة في عام 2010 حسب إحصاء مكتب تعداد الولايات المتحدة وتصل الكثافة السكانية فيها 681.7 نسمة لكل كيلومتر مربع (1,765.6/ميل2).

## التركيبة السكانية
حدّد مكتب تعداد الولايات المتحدة بيانات التركيبة السكانية لبلير في تعداد الولايات المتحدة. في ما يلي، التركيبة السكانية حسب تعدادي 2000 و2010.

### تعداد عام 2000
بلغ عدد سكان بلير 894 نسمة بحسب تعداد عام 2000، وبلغ عدد الأسر 361 أسرة وعدد العائلات 259 عائلة مقيمة في البلدة. في حين سجلت الكثافة السكانية 745 نسمة لكل كيلومتر مربع (1,929.5/ميل2). وبلغ عدد الوحدات السكنية 430 وحدة بمتوسط كثافة قدره 358.3 لكل كيلومتر مربع (928.0/ميل2).
وتوزع التركيب العرقي للبلدة بنسبة 86.69% من البيض و1.79% من الأمريكيين الأصليين و0.34% من الأمريكيين ذوي الأصول الآسيوية و0.11% من سكان جزر المحيط الهادئ و7.49% من الأعراق الأخرى و3.58% من عرقين مختلطين أو أكثر و10.40% من الهسبانيون أو اللاتينيون من أي عرق.
بلغ عدد الأسر 361 أسرة كانت نسبة 38.2% منها لديها أطفال تحت سن الثامنة عشر تعيش معهم، وبلغت نسبة الأزواج القاطنين مع بعضهم البعض 56.8% من أصل المجموع الكلي للأسر، ونسبة 11.1% من الأسر كان لديها معيلات من الإناث دون وجود شريك، بينما كانت نسبة 3.9% من الأسر لديها معيلون من الذكور دون وجود شريكة وكانت نسبة 28.3% من غير العائلات. تألفت نسبة 25.2% من أصل جميع الأسر من عدة أفراد يعيشون في نفس المنزل ونسبة 12.7% كانت تتألف من شخص يعيش بمفرده يبلغ من العمر 65 عاماً أو أكثر. وبلغ متوسط حجم الأسرة المعيشية 2.48، أما متوسط حجم العائلات فبلغ 2.96.
بلغ العمر الوسطي للسكان 35.6 عاماً. وكانت نسبة 28.6% من القاطنين تحت سن الثامنة عشر، وكانت نسبة 9.2% بين الثامنة عشر والرابعة والعشرين عاماً، ونسبة 24.5% كانت واقعةً في الفئة العمرية ما بين الخامسة والعشرين والرابعة والأربعين عاماً، ونسبة 23.6% كانت ما بين الخامسة والأربعين والرابعة والستين، ونسبة 14.1% كانت ضمن فئة الخامسة والستين عاماً فما فوق. يوجد لكل 100 أنثى 95.2 ذكر، ويوجد لكل 100 أنثى في الثامنة عشر من عمرها فما فوق 88.8 ذكر.
بلغ متوسط دخل الأسرة في البلدة 29,821 دولارًا، أما متوسط دخل العائلة فبلغ 33,125 دولارًا. وكان متوسط دخل الذكور 25,739 دولارًا مقابل 19,038 دولارًا للإناث. وسجل دخل الفرد الخاص بالبلدة 12,833 دولارًا. وكانت نسبة 11.7% من العائلات ونسبة 14.6% من السكان تحت خط الفقر، وكان من هؤلاء نسبة 16.3% تحت سن الثامنة عشر ونسبة 16.4% في الخامسة والستين من العمر وما فوق.

### تعداد عام 2010
بلغ عدد سكان بلير 818 نسمة بحسب تعداد عام 2010، وبلغ عدد الأسر 336 أسرة وعدد العائلات 227 عائلة مقيمة في البلدة. في حين سجلت الكثافة السكانية 681.7 نسمة لكل كيلومتر مربع (1,765.6/ميل2). وبلغ عدد الوحدات السكنية 401 وحدة بمتوسط كثافة قدره 334.2 لكل كيلومتر مربع (865.6/ميل2).
وتوزع التركيب العرقي للبلدة بنسبة 83.25% من البيض و0.61% من الأمريكيين الأفارقة و2.69% من الأمريكيين الأصليين و0.24% من الأمريكيين ذوي الأصول الآسيوية و6.97% من الأعراق الأخرى و6.23% من عرقين مختلطين أو أكثر و15.16% من الهسبانيون أو اللاتينيون من أي عرق.
بلغ عدد الأسر 336 أسرة كانت نسبة 34.2% منها لديها أطفال تحت سن الثامنة عشر تعيش معهم، وبلغت نسبة الأزواج القاطنين مع بعضهم البعض 50.3% من أصل المجموع الكلي للأسر، ونسبة 15.2% من الأسر كان لديها معيلات من الإناث دون وجود شريك، بينما كانت نسبة 2.1% من الأسر لديها معيلون من الذكور دون وجود شريكة وكانت نسبة 32.4% من غير العائلات. تألفت نسبة 29.2% من أصل جميع الأسر من عدة أفراد يعيشون في نفس المنزل ونسبة 12.8% كانت تتألف من شخص يعيش بمفرده يبلغ من العمر 65 عاماً أو أكثر. وبلغ متوسط حجم الأسرة المعيشية 2.43، أما متوسط حجم العائلات فبلغ 2.99.
بلغ العمر الوسطي للسكان 36.6 عاماً. وكانت نسبة 26.3% من القاطنين تحت سن الثامنة عشر، وكانت نسبة 8.7% بين الثامنة عشر والرابعة والعشرين عاماً، ونسبة 24.9% كانت واقعةً في الفئة العمرية ما بين الخامسة والعشرين والرابعة والأربعين عاماً، ونسبة 24.9% كانت ما بين الخامسة والأربعين والرابعة والستين، ونسبة 15.2% كانت ضمن فئة الخامسة والستين عاماً فما فوق. وتوزع التركيب الجنسي للسكان بنسبة 48.2% ذكور و51.8% إناث.